# Boksen op de Middellandse Zeespelen 1959
Boksen is een van de sporten die beoefend werden tijdens de Middellandse Zeespelen 1959 in Beiroet, Libanon. Er waren tien onderdelen, alle voor mannen.

## Uitslagen
| Event   | Goud                      | Zilver                    | Brons                   |
| ------- | ------------------------- | ------------------------- | ----------------------- |
| 51 kg   | Abdel Moneim El Guindi    | Ben Larbi                 | Maranon Antonio Ramos   |
| 54 kg   | Ben Mohamed               | Fernandez Alfonso Carvajo | Yazid Mahmoud El Nahass |
| 57 kg   | André Junker              | Simon Bellaiche           | niet uitgereikt         |
| 60 kg   | Pascal Younsi             | Vural Inan                | Hernandes Juan Albornoz |
| 63,5 kg | Sayed Mahmoud El Nahass   | Fuat Birol                | Georges Costi           |
| 67 kg   | Sadek Omrane              | Ben Djilali               | Dimitrios Mihail        |
| 71 kg   | Souleymane Diallo         | Moya Cesareo Barrera      | Mohamed Arafa Rozekah   |
| 75 kg   | Abdelaziz Salah El Hasni  | Hani Zebib                | Anwar Saed Allah Houlta |
| 81 kg   | Hedi Ben Othmane El Nabli | Ibrahim Abdallah          | Vyron Stoimenidis       |
| + 81 kg | Mahmoud El Kelany         | Saad El Din Dgheili       | niet uitgereikt         |

## Medailleklassement
| Plaats | Land                          | Goud | Zilver | Brons | Totaal |
| 1      | Verenigde Arabische Republiek | 3    | 1      | 3     | 7      |
| 2      | Tunesië                       | 3    | 1      | 0     | 4      |
| 3      | Frankrijk                     | 3    | 0      | 0     | 3      |
| 4      | Marokko                       | 1    | 2      | 0     | 3      |
| 5      | Spanje                        | 0    | 2      | 2     | 4      |
| 6      | Libanon                       | 0    | 2      | 1     | 3      |
| 7      | Turkije                       | 0    | 2      | 0     | 2      |
| 8      | Griekenland                   | 0    | 0      | 2     | 2      |
| Totaal | Totaal                        | 10   | 10     | 8     | 28     |

1951 · 1955 · 1959 · 1963 · 1967 · 1971 · 1975 · 1979 · 1983 · 1987 · 1991 · 1993 · 1997 · 2001 · 2005 · 2009 · 2013 · 2018 · 2022
Atletiek · Basketbal · Boksen · Gewichtheffen · Gymnastiek · Paardensport · Schermen · Schietsport · Schoonspringen · Voetbal · Volleybal · Waterpolo · Wielersport · Worstelen · Zeilen · Zwemmen